# Max Bork
Pour les articles homonymes, voir Bork.
Max Bork est un General allemand au sein de la Heer dans la Wehrmacht au cours de la Seconde Guerre mondiale.

## Biographie
Il débute dans l'armée en 1916 durant la Première Guerre mondiale. Il reçoit la croix de fer en 1917. Après la guerre, il reste dans l'armée et sert comme officier dans les différentes unités. 
Durant la Seconde Guerre mondiale, il participe à la campagne de France et à l'opération Barbarossa. En 1944, il commande la 47e Volksgrenadier Division de Volksgrenadier nouvellement créé.
En 1945 il commande le 13e corps d'armée (Allemagne). Il commande les forces allemandes durant la Bataille de Heilbronn.